# باشگاه فوتبال شاختیور قزل‌قیه
باشگاه فوتبال شاختیور قزل‌قیه یک باشگاه فوتبال قرقیزستانی مستقر در قزل‌قیه، قرقیزستان است که در لیگ برتر قرقیزستان بازی می‌کرد.